# 迦叶摩腾
迦葉摩騰（？—？），又译作攝摩騰、竺攝摩騰、竺葉摩騰、竺摩騰，生卒年不詳（大約1世紀），中天竺人，印度佛教高僧。
傳說在後漢永平十年（公元67年），攝摩騰應漢明帝使者蔡愔等人之請，越過沙漠到達洛陽，住於明帝為其所建之白馬寺譯出《四十二章經》。

## 學術研究
釋道宣《廣弘明集》載錄〈漢顯宗開佛化法本內傳〉講述一則有關「佛道論衡」的故事：在永平十四年（71年）正月一日，五嶽十八山觀太上三洞弟子諸善信等六百九十人上表，請帝以火驗佛道二教之優劣。同月十五日，帝集眾於壇上，驗燒二教經典，道教之書盡成灰燼，而佛經毫無損壞，摩騰與法蘭乃出而宣揚佛德，凡見聞者，皆相率歸依佛門。
不過，多數學者認為〈內傳〉所說情節，與中國佛教、道教之歷史不符，顯為偽作。
湯用彤認為是「元魏僧徒所偽造」。任继愈認為：「北魏太武帝取締、鎮壓佛教（464年）之後，佛教、道教的鬥角一直十分激烈，大約在北魏中葉，佛教徒偽造《漢法本內傳》等書宣揚佛教優越，而詆毀攻擊道教。」 。
梁啟超判定為偽書：「勘其事狀及文體，蓋出於元魏高齊釋道交哄最烈時。其述此事，益極荒誕。」